# آسیوولا (نبراسکا)
آسیوولا(به انگلیسی: Osceola) شهری در ایالت نبراسکا کشور ایالات متحده آمریکا است که جمعیت آن در سرشماری سال ۲۰۱۰ میلادی، ۸۸۰ نفر بوده‌است.